# Crkva sv. Ivana Krstitelja u Gornjem Desincu
Crkva sv. Ivana Krstitelja je crkva u naselju Gornji Desinec koje je u sastavu grada Jastrebarsko, zaštićeno kulturno dobro.

## Opis dobra
Crkva neogotičkih stilskih karakteristika današnji izgled je dobila prilikom dogradnje manje barokne crkve krajem 19.stoljeća. Jednobrodna je, pravokutnog tlocrta s poligonalno zaključenim svetištem, sakristijom i zvonikom bočno uz glavno pročelje. U cijelosti je svođena. Inventar je djelomično barokni i ostatak je inventara stare crkve, a dijelom potječe iz 19. i početka 20.stoljeća.

## Zaštita
Pod oznakom Z-1892 zavedena je kao nepokretno kulturno dobro - pojedinačno, pravna statusa zaštićena kulturnog dobra, klasificirano kao "sakralna graditeljska baština".